# Dulzaina
A dulzaina é um instrumento tradicional de sopro de palheta dupla, da família do oboé. Tem forma cónica e cerca de 30 cm de altura. Embora se encontrem instrumentos similares noutras partes da Europa, o nome dulzaina só é usado em Espanha, e nem sequer em todas as regiões.
Consoante as regiões, as características do instrumento podem variar, bem como os nomes que recebe. Entre os nomes mais comuns em Espanha além de dulzaina, alguns também usados para outros instrumentos diferentes, podem referir-se: dultzaina, dolçaina, donçaina, vozaina, gralla, charambita, chalambita, chirimía, pita, pito, gaita ou gaita navarra. No sul de França usa-se o nome gralla e grallon. A bombarde da Bretanha é um instrumento muito aparentado com a dulzaina.

## Origens
Os instrumentos precursores da dulzaina são originários da Mesopotâmia, cerca de 3 000 a.C., onde havia uma grande diversidade de instrumentos parecidos. Todos esses instrumentos de sopro e palheta foram englobados no termo abub. Os abub deram origem aos aulo na Grécia e tíbia em Roma. Todos têm elementos comuns, como sejam a secção cónica e palheta. Foram muito conhecidos em todas as civilizações mediterrânicas antigas, a ponto de relegar os instrumentos derivados da flauta para segundo plano.

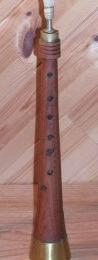
Dulzaina aragonesa

Por vezes estes instrumentos tinham dois tubos, fazendo entre eles um ângulo apertado e unidos por um travessão, sendo um melódico e outro de nota fixa ou bordão, como a gaita e o próprio aulo grego. O instrumento da Antiguidade esteve em riscos de desaparecer nos alvores da Idade Média, pois as invasões nórdicas impuseram os seus próprios instrumentos. No que concerne aos de sopro, preferiam as trompas, pelo que no século V se extinguiram muitos instrumentos de palheta, os quais só reapareceram pela mão dos árabes quando estes invadiram a Península Ibérica três séculos depois. Isto explica porque durante um largo período de tempo só se encontram dulzainas no sul, citadas nos textos com variantes arábicas do vocábulo zolami, muito comum nos escritos sobre música do Al-Andalus.

O primeiro nome especificamente castelhano da dulzaina foi albogue, documentado no Libro de Alexandre, da primeira metade do século XIII, e posteriormente no Libro de buen amor do Arcipreste de Hita, do século seguinte, e no Dom Quixote de Miguel de Cervantes, já com o nome de chirimía, dulzaina ou albogue.
| “ | ...Nisto dos sinos anda muito impróprio Maese Pedro, porque entre mouros não se usam sinos, mas sim atabales, e um género de dulzainas que parecen nuestras chirimías. | ” |
|   | — El Quijote, Miguel de Cervantes. |   |

Quando Cervantes escreve isto, diferencia a culta chirimía da popular dulzaina, que a partir do século XVIII fará indiscutivelmente parte do folclore espanhol. A chirimía era maior, com 50 a 60 cm de comprimento, enquanto que a dulzaina oscila entre os 30 e 40 cm.
Num dicionário publicado em 1726, intitulado Diccionario de autoridades, a dulzaina é descrita como «...uma espécie de 'trompetilla', usa-se nas festas principais para bailar. Usaram-na muito os mouros este género de instrumento.»

## Por regiões

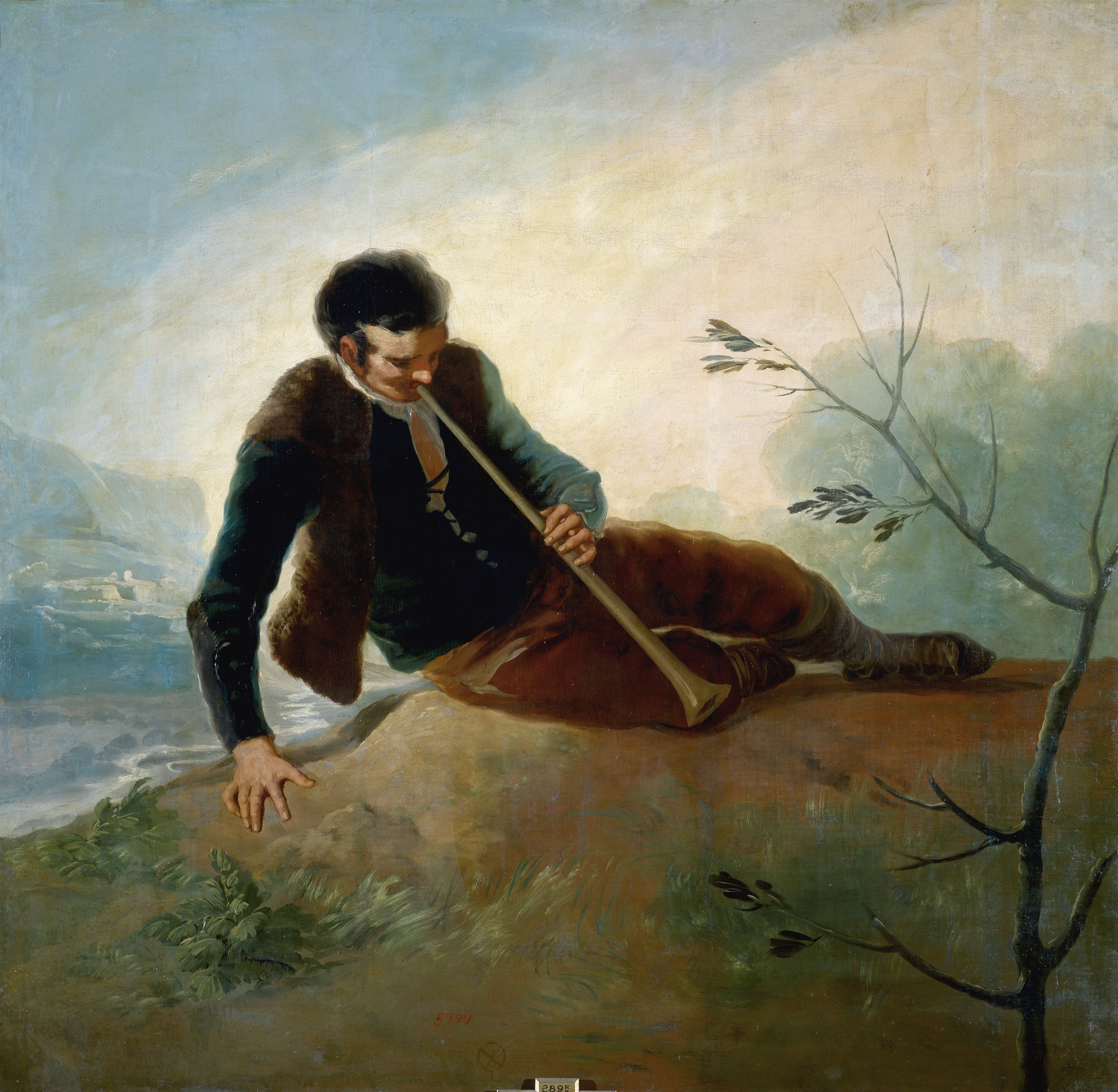
Pastor tocando a dulzaina, pintura de 1786-1787 de Francisco de Goya

### Aragão
EM Aragão a dulzaina é tocada acompanhada por um tambor, redoblante ou caja (caixa). Nos Pirenéus aragoneses há uma variante conhecida como "trompa", com o final mais arredondado e de madeira. São acompanhadas por um tambor pequeno e uma gaita aragonesa (ou de boto). Em algumas zonas chama-se gaita à dulzaina.

### Cantábria
A dulzaina está presente na Cantábria sobretudo na zona oriental, onde é chamada vozaina, embora o seu uso tenha decaído no século XIX em favor do pitu montanhês ou requinto. A sul é conhecida como pito. A dulzaina usada na Cantábria é usualmente a mais antiga, sem chaves nos orifícios.

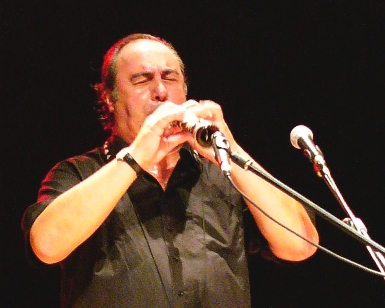
Fernando Ortiz de Frutos tocando dulzaina numa atuação do grupo folk Nuevo Mester de Juglaría em Castellón

### Castela e Leão
Em Castela e Leão toca-se a dulzaina castelhana, que se caracteriza por ter usualmente chaves nos orifícios. As chavez foram adicionadas à dulzaina castelhana no final do século XIX. Inicialmente adicionaram-se duas chaves e posteriormente mais, até que o construtor Angel Velasco estabeleceu o modelo castelhano moderno de oito chaves. É um instrumento muito arreigado ao folclore, quase sempre acompanhado por um tamboril ou caixa, cujo intérprete é chamado tamborilero, tamboritero ou redoblante. Também é conhecido por outros nomes, como pito no norte de Palência ou gaita em Sória, Burgos e Segóvia.
Devido à grande intensidade do som produzido pela dulzaina, é frequente usar o pito castelhano em espaços não insonorizados em vez da dulzaina. Este instrumento tem um som similar ao de uma flauta doce, mas usa a mesma digitação que a dulzaina, o que facilita a aprendizagem em ambientes domésticos.

### Castela-Mancha
Em Castela-Mancha toca-se a dulzaina do tipo castelhano com chaves. Este instrumento encontra-se na província de Guadalajara e na de Toledo, sobretudo na zonas norte ( comarca de Torrijos) e sudeste (Mancha Alta de Toledo). Na província de Cuenca encontra-se principalmente na Mancha ocidental, La Alcarria e Serranía. Nestas três províncias geralmente chama-se gaita à dulzaina.
Na Manchuela conquense (também na província de Cuenca) e na província de Albacete também se toca a dulzaina, que aí recebe o nome de pita. No entanto é um tipo diferente da dulzaina castelhana, sem chaves e com um som algo diferente. O mesmo tipo de dulzaina é usado nas zonas limítrofes da Região de Múrcia. Atualmente há grupos de dulzaineros que trabalham na recuperação deste instrumento tradicional.

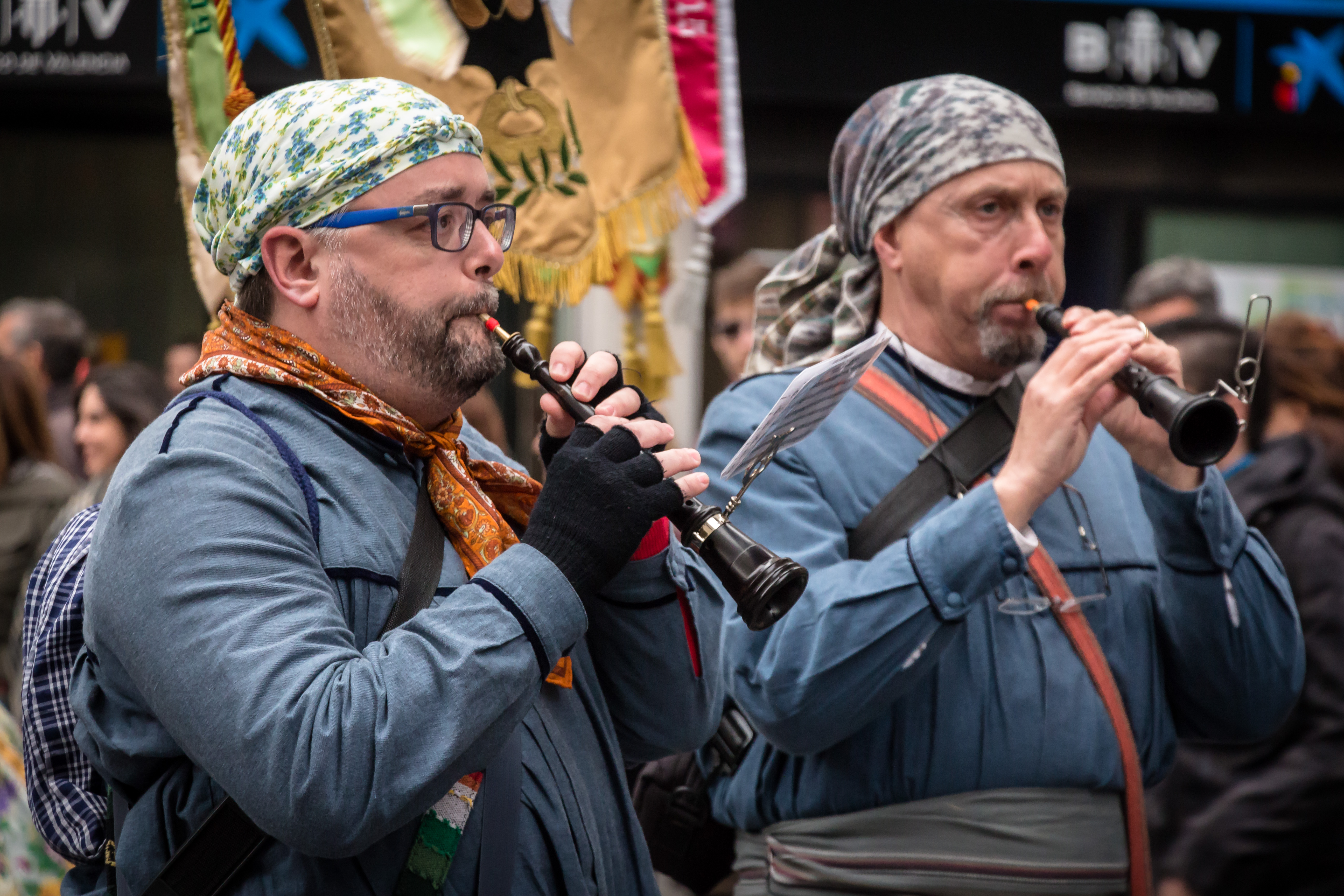
Dolçaines durante as Fallas de Valência

### Catalunha
Na Catalunha é conhecida como gralla ou, menos frequentemente, como dolçaina. O instrumento esteve muito ligado aos castellers, sendo o instrumento principal usado nessa atividade. A gralla seca é uma dulzaina com cinco orifícios e é o tipo mais usual. Também existe a gralla dolça, com os orifícios adicionais, com chaves metálicas quando se adicionam dois ou mais orifícios.

### Comunidade Valenciana
Na Comunidade Valenciana a dulzaina é conhecida como dolçaina ou chirimita e toca-se acompanhad a de um tambor denominado tabalet. Nos últimos anos é um instrumento muito em voga, tendo aumentado o número de colles (grupos) com 20 a 30 músicos que, além de tocarem pasacalles (a forma musical popular que deu origem às passacaglias barrocas) e acompanhar as festas de moros y cristianos, realizam concertos com reportório variado. Na cidade de Castelló de la Plana é típico o uso de grupos de "dolçaina i tabalet" para acompanhar desfiles e atos solenes.

### Rioja
Na Rioja é chamada de gaita e costuma ser de tipo castelhano, isto é, com chaves.[carece de fontes?]

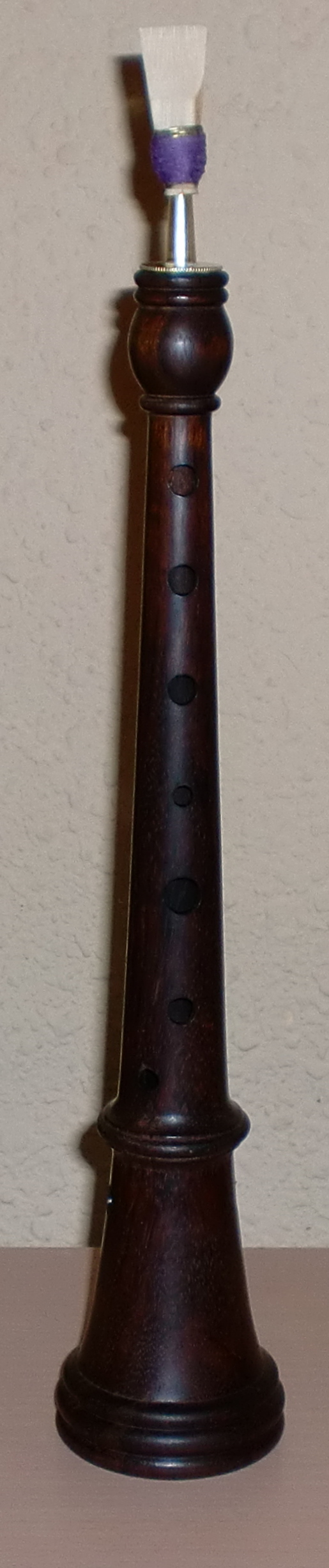
Dolçaina valenciana

### Madrid
A dulzaina também é típica da Comunidade de Madrid, onde, à semelhança de outros lugares, é chamada de gaita. Como no resto de Castela, a dulzaina madrilena é do tipo castelhano.

### Múrcia
Na Região de Múrcia, como na Mancha albacetenha e conquense, é chamada "pita". O tocador, conhecido como "el tío de la pita", habitualmente toca acompanhado com outra pessoa que segue o ritmo da música com redobres de tambor ou caixa. O som é associado a festas e manifestações populares, e é usado especialmente em desfiles e pasacalles de convocação.

### Navarra
Em Navarra é conhecida como gaita navarra e é um instrumento típico tanto nas festas populares aldeias como nos Sanfermines de Pamplona.

### País Basco
No País Basco espanhol, a dulzaina é usada sobretudo na Rioja Alavesa. A dulzaina castelhana com chaves foi usada durante o primeiro terço no século XX mas atualmente voltou-se ao modelo original sem chaves. Nos finais do século XX, na Biscaia e em Guipúzcoa, começaram a fabricar-se com tubos de metal, tendo grande aceitação, especialmente na Biscaia.
Nestas regiões, o nome chirimía, habitual em castelhano para denominar este instrumento de sopro de palheta dupla sem chaves, quase não se usa, apesar de ter sido usado no passado e de em alguns locais ainda se usarem os termos charambita ou chirimita.[carece de fontes?]

### Fora de Espanha
Os oboés rústicos, semelhantes à dulzaina estão presentes nas tradições musicais de outros países, como Itália, Hungria e especialmente França, onde são empregues no foclore do Rossilhão (gralla, idêntica à da Catalunha espanhola) e da Occitânia (grallon) e Bretanha (bombarde).

## Construção
Materiais
No fabrico da dulzaina são usados diversos tipos de madeira (palosanto, jujuba, algarrobo, mpingo, etc.). A dulzaina de tipo castelhano tem chaves metálicas. Alguns artesãos incluem anilhas em determinadas partes do torneado, nomeadamente no bocal ou na extremidade.